# Convenio de doble imposición
Los convenios de doble tributación son tratados internacionales que contienen, en particular, medidas para evitar y/o eliminar la doble imposición internacional; pueden ser bilaterales y/o multilaterales.
En la sociedad actual el dinamismo de la economía inmersa en la globalización ha generado diversos desafíos a la tributación de los países y el riesgo de los sujetos económicos de  someterse a doble imposición. Cada Estado elabora su legislación fiscal de modo soberano, lo que provoca una superposición de soberanías fiscales, ya que un Estado puede aplicar el principio de territorialidad o de fuente, mientras otro puede aplicar el principio de residencia. Esto puede conducir a que:
- una misma persona sea gravada en dos países sobre una misma renta
- una misma renta sea gravada en dos personas distintas en dos países distintos
- un mismo bien sea gravado en dos países distintos.

Las diferentes Administraciones Tributarias tratan de establecer medidas para evitar la doble imposición que se pueden generar en el comercio internacional. Estas medidas pueden tener carácter unilateral y consisten en el establecimiento, dentro de las legislaciones nacionales, de deducciones y/o exenciones para los casos de doble imposición. Pero ante la insuficiencia de las anteriores para resolver los problemas de doble tributación, existen también medidas de carácter bilateral. Los convenios para evitar la doble imposición se encuadran dentro de estas últimas y tienen por objeto que la situación fiscal de los contribuyentes que ejercen actividades económicas en otros países sea clarificada, unificada y garantizada.

## Modelos de Convenio de doble imposición
La estructura de los convenios de doble imposición firmados por los distintos países tienen como base los modelos  propuestos por la OCDE y la ONU para orientación de los países miembros.

## Interpretación de los convenios
Los Convenios son normas de  derecho internacional y como tal deben ser interpretados, según la Convención de Viena, sobre el Derecho de los Tratados, que establecen los principios generales de "buena fe", de la "primacía del texto" y de tener en cuenta el objeto y fin del Tratado.
En este mismo campo debe destacarse, al margen de los procedimientos interpretativos amistosos de carácter bilateral, la creciente importancia de la jurisprudencia elaborada por el Tribunal de Justicia de la Unión Europea en materia de imposición directa y no discriminación.

## Principios de aplicación de los Convenios de doble imposición
En los modelos propuestos se establecen tres principios esenciales:
Principio denominado de no discriminación
Los Estados a los que afecta el convenio se obligan a dar un trato fiscal análogo a:
- los residentes fiscales en dichos Estados, con independencia de la nacionalidad de los mismos
- los establecimientos permanentes de un Estado situados en el otro Estado, por comparación a la legislación fiscal aplicable a cualquier empresa residente que realice la misma actividad
- las empresas que realicen su actividad en un Estado, con independencia de que los accionistas de las mismas sean residentes en el otro Estado y por comparación a la legislación fiscal aplicable a las empresas del primer Estado con accionariado residente.

En la Unión Europea debe tenerse en cuenta, en materia de no discriminación e igualdad de trato fiscal, a las personas y empresas residentes en Estados de la Unión, la interpretación del Tribunal de Luxemburgo de los grandes principios comunitarios referentes a las libertades de establecimiento, circulación de capitales y de personas, y libre prestación de servicios.
El acervo comunitario asentado por dicha jurisprudencia alcanza cotas superiores a las previstas en el marco de los Convenios en orden a la prohibición de medidas fiscales discriminatorias que restrinjan aquellas libertades.
Principio del procedimiento amistoso
Cualquier residente fiscal en dichos Estados puede instar un acuerdo amistoso interestatal cuando considere que cualquiera de estos Estados ha adoptado una medida que implique una aplicación indebida del convenio.
Principio de intercambio de Información o asistencia mutua
En la finalidad de los convenios se busca objetivos más ambiciosos que la duplicidad impositiva, que alcanzan fórmulas de cooperación entre las administraciones fiscales.
Se establece la posibilidad de que se produzca intercambio de información entre los Estados firmantes para la correcta aplicación del Convenio y prevenir el fraude y la evasión fiscal.

## Primacía de los tratados y convenios internacionales sobre el derecho interno
Para contemplar de forma integral la fiscalidad de los no residentes, es necesario considerar, además de la legislación interna en materia del Impuesto sobre la renta de no residentes, los diferentes tratados y convenios internacionales que tiene suscritos un país en vigor, que tienen primacía sobre el derecho interno.

## Convenios de doble imposición suscritos por España
Actualizado en marzo de 2012
| País                   | Fecha del convenio     | Fecha de publicación BOE |
| Albania                |                        | 15/3/2011                |
| Alemania               | 5/12/1966              | 8/4/1968                 |
| Arabia Saudita         | 19/06/2007             | 14/07/2008               |
| Argelia                | 7/10/2002              | 22/7/2005                |
| Argentina              | 21/07/1992             | 09/09/1994               |
| Australia              | 24/03/1992             | 29/12/1992               |
| Austria                | 20/12/1966             | 02/10/1995               |
| Barbados               |                        | 14/9/2011                |
| Bélgica                | 14/06/1995             | 04/07/2003               |
| Bolivia                | 30/06/1997             | 10/12/1998               |
| Bosnia y Herzegovina   |                        | 5/11/2010                |
| Brasil                 | 14/11/1974             | 31/12/1975               |
| Bulgaria               | 06/03/1990             | 12/07/1991               |
| Canadá                 | 23/11/1976             | 06/02/1981               |
| Checoslovaquia         | 08/05/1980             | 14/07/1981               |
| Chile                  | 07/07/2003             | 02/02/2004               |
| China                  | 22/11/1990             | 25/06/1992               |
| Colombia               |                        | 28/10/2008               |
| Corea del Sur          | 17/01/1994             | 15/12/1994               |
| Costa Rica             |                        | 01/01/2011               |
| Croacia                | 19/05/2005             | 23/05/2006               |
| Cuba                   | 3/02/1999              | 10/01/2001               |
| Dinamarca              | 03/07/1972             | 28/01/1974               |
| Ecuador                | 20/05/1991             | 05/05/1993               |
| Egipto                 | 10/06/2005             | 11/07/2006               |
| El Salvador            |                        | 05/06/2009               |
| Emiratos Árabes Unidos | 05/03/2006             | 23/01/2007               |
| Eslovenia              | 23/05/2001             | 28/06/2002               |
| Estados Unidos         | 22/02/1990             | 22/12/1990               |
| Estonia                | 03/09/2003             | 03/02/2005               |
| Filipinas              | 14/03/1989             | 15/12/1994               |
| Finlandia              | 15/11/1967             | 11/12/1968               |
| Francia                | 10/10/1995             | 12/06/1997               |
| Georgia                |                        | 1/6/2011                 |
| Grecia                 | 04/12/2000             | 02/10/2002               |
| Hungría                | 9/07/1984              | 24/11/1987               |
| India                  | 08/02/1993             | 07/02/1995               |
| Indonesia              |                        | 14/1/2000                |
| Irán                   | 19/07/2003             | 02/10/2006               |
| Irlanda                | 10/02/1994             | 27/12/1994               |
| Islandia               | 22/01/2002             | 18/10/2002               |
| Israel                 | 30/11/1999             | 10/01/2001               |
| Italia                 | 08/09/1977             | 22/12/1980               |
| Jamaica                |                        | 12/05/2009               |
| Japón                  | 13/02/1974             | 02/12/1974               |
| Kazajistán             |                        | 3/6/2011                 |
| Letonia                | 04/09/2003             | 10/01/2005               |
| Lituania               | 22/07/2003             | 02/02/2004               |
| Luxemburgo             | 03/06/1986             | 04/08/1987               |
| Macedonia del Norte    |                        | 3/1/2006                 |
| Malasia                | 24/05/2006             | 13/02/2008               |
| Malta                  | 08/11/2005             | 07/09/2006               |
| Marruecos              | 10/07/1978             | 22/05/1985               |
| México                 | 24/07/1992 *17/12/2015 | 27/10/1994 *18/08/2017   |
| Noruega                | 06/10/1999             | 10/01/2001               |
| Nueva Zelanda          | 28/07/2005             | 11/10/2006               |
| Países Bajos           | 16/06/1971             | 16/10/1972               |
| Pakistán               |                        | 16/5/2011                |
| Panamá                 |                        | 4/7/2011                 |
| Perú                   | 6/4/2006               |                          |
| Polonia                | 15/11/1979             | 15/06/1982               |
| Portugal               | 26/10/1993             | 07/11/1995               |
| Reino Unido            | 21/10/1975             | 18/11/1976               |
| República Dominicana   | 16/11/2011             |                          |
| Rumania                | 24/05/1979             | 02/10/1980               |
| Rusia                  | 16/12/1998             | 6/07/2000                |
| Ciudad del Vaticano    | 3/1/79 4/12/79         | 15/12/1979 09/05/1981    |
| Sudáfrica              | 16/10/1973             | 19/12/1973               |
| Suecia                 | 16/06/1976             | 22/1/1977                |
| Suiza                  | 26/04/1966             | 3/3/67 27/3/2007         |
| Tailandia              | 14/10/1997             | 09/10/1998               |
| Túnez                  | 02/07/1982             | 03/03/1987               |
| Turquía                | 05/07/2002             | 19/01/2004               |
| Uruguay                | 09/10/2009             |                          |
| Venezuela              | 08/04/2003             | 15/06/2004               |
| Vietnam                | 07/03/2005             | 10/01/2006               |